# War (zespół muzyczny)
War – amerykańska grupa funkowa działająca w latach siedemdziesiątych i na początku osiemdziesiątych XX wieku. Jej korzenie sięgają początku lat sześćdziesiątych, gdy Howard Scott i Harold Brown założyli w Compton w Kalifornii zespół Creators. Później dołączyli Charles Miller (1939–1980), B.B. Dickerson i Lonnie Jordan. Grupa nagrała kilka singli dla wytwórni Dore Records. W 1968 nastąpiły zmiany w składzie – dołączył perkusista Thomas Sylvester "Papa Dee" Allen (grający poprzednio z Dizzym Gillespiem, a basista Peter Rosen na krótko zastąpił B.B. Dickersona (Rosen zmarł na skutek przedawkowania narkotyków). Zespół zmienił nazwę na Nightshift i rozpoczął współpracę z futbolistą i piosenkarzem Deaconem Jonesem. Punktem zwrotnym w karierze grupy była sugestia Jerry'ego Goldsteina, że istnieje możliwość współpracy z Erikiem Burdonem (ex The Animals) oraz Lee Oskarem (właśc. Oskar Levetin Hansen), muzykiem duńskiego pochodzenia grającym na harmonijce.
Eric Burdon zmienił nazwę zespołu na War i pod tą nazwą w 1970 roku ujrzała światło dzienne pierwsza płyta zespołu, nosząca tytuł Eric Burdon Declares "WAR". Wydane na singlu nagranie "Spill the Wine" osiągnęło sporą popularność, a następny album, The Black-Man's Burdon, powtórzył sukces pierwszego. W 1971 roku Burdon w trakcie europejskiej trasy koncertowej oświadczył, że jest zbyt wyczerpany, by kontynuować występy i opuścił grupę. Wydana bez Burdona płyta zatytułowana po prostu War nie zaliczała się do udanych. Dopiero następna, The World Is a Ghetto, zawierająca przebój "The Cisco Kid" ugruntowała pozycję kapeli jako jednej z najpopularniejszych grup funkowych.
W 1978 roku odszedł B.B. Dickerson, a niedługo potem zamordowany został Charles Miller. Grupa podjęła kilka prób odzyskania popularności, ale częste roszady personalne temu nie sprzyjały. Nie pomogła również zmiana producenta i wytwórni. Wydany w 1982 roku album Outlaw odniósł umiarkowany sukces, podobnie jak i następny Life (Is So Strange). Dokonana po ponad dziesięciu latach, w roku 1994, próba powrotu z albumem  kompletnie zawiodła.

## Dyskografia
1970 Eric Burdon Declares War
- 1.„The Vision of Rassan” [7:40]

a.Dedication
b.Roll on Kirk
- 2.„Tobacco Road” [14:24]

a.Tobacco Road
b.I Have a Dream
c.Tobacco Road
- 3.„Spill the Wine” [4:51]
- 4.„Blues for Memphis Slim” [13:08]

a.Birth
b.Mr. Charlie
c.Danish Pastry
d.Mother Earth
- 5.„You're No Stranger” [1:55]

1970 The Black-Man's Burdon (album dwupłytowy)|
- ; Strona A

1. „Paint It Black Medley”
2. „Spirit”
3. „Beautiful New Born Child”
4. „Nights in White Satin I”
5. „The Bird & the Squirrel”
6. „Nuts, Seeds & Life”
7. „Out of Nowhere”
8. „Nights in White Satin II”

- ; Strona B

1. „Sun/Moon”
2. „Pretty Colours”
3. „Gun”
4. „Jimbo”
5. „Bare Back Ride”
6. „Home Cookin'”
7. „They Can't Take Away Our Music”

1971 War
1. „Sun Oh Son”
2. „Lonely Feelin'”
3. „Back Home”
4. „War Drums”
5. „Vibeka”
6. „Fidel's Fantasy”

1971 All Day Music
1. „All Day Music"
2. „Get Down”
3. „That's What Love Will Do”
4. „There Must Be a Reason”
5. „Nappy Head”
6. „Slippin' Into Darkness”
7. „Baby Brother”

1972 The World Is a Ghetto
1. „The Cisco Kid”
2. „Where Was You At”
3. „City, Country, City”
4. „Four Cornered Room”
5. „The World Is a Ghetto”
6. „Beetles in the Bog”

1973 Deliver the Word
1. „H2Overture”
2. „In Your Eyes”
3. „Gypsy Man”
4. „Me and Baby Brother”
5. „Deliver the Word”
6. „Southern Part of Texas”
7. „Blisters”

1973 Live (album dwupłytowy)
Strona A
1. „Introduction” by E. Rodney Jones of Radio Station WVON, Chicago
2. „Sun Oh Son”
3. „The Cisco Kid”
4. „Slippin' into Darkness”
5. „Slippin', Part 2”

Strona B
1. „All Day Music”
2. „Ballero”
3. „Lonely Feelin'”
4. „Get Down”

1975 Why Can't We Be Friends?
1. „Don't Let No One Get You Down”
2. „Lotus Blossom”
3. „Heartbeat”
4. „Leroy's Latin Lament (Medley)”
5. „Smile Happy”
6. „So”
7. „Low Rider”
8. „In Mazatlan”
9. „Why Can't We Be Friends”

1976 Love Is All Around (wydana po latach trzecia płyta z Erikiem Burdonem)
1. „Love Is All Around” (czerwiec 1970, sesja The Black-Man's Burdon)
2. „Tobacco Road” (sierpień 1969, przerobiona wersja znalazła się na Eric Burdon Declares War)
3. „Home Dream” (sierpień 1969)
4. „Magic Mountain” (styczeń 1970, sesja Eric Burdon Declares War)
5. „A Day in the Life” (styczeń 1970, sesja Eric Burdon Declares War)
6. „Paint It Black Medley” (nagranie dokonane na żywo we wrześniu 1969 roku w Whiskey a Go Go w Los Angeles)

1976 Greatest Hits
1. „All Day Music”
2. „Slippin' into Darkness”
3. „The World Is a Ghetto”
4. „The Cisco Kid”
5. „Gypsy Man”
6. „Me and Baby Brother”
7. „Southern Part of Texas”
8. „Why Can't We Be Friends?”
9. „Low Rider”
10. „Summer”

1983 Platinum Jazz (kompilacja wydana jako dwa LP, wznowiona na 1 CD; pierwsza i jedyna płyta War notowana na listach jazzowych i jedyna platynowa płyta w historii wytwórni Blue Note Records)
1. „War Is Coming! War Is Coming!” (wcześniej niepublikowane)
2. „Slowly We Walk Together” (wcześniej niepublikowane)
3. „Platinum Jazz” (ścieżka dźwiękowa filmu The River Niger)
4. „I Got You” (ścieżka dźwiękowa filmu The River Niger)
5. „L.A. Sunshine” (singel z 1977 roku)
6. „River Niger” (ścieżka dźwiękowa filmu The River Niger)
7. „H2Overture” (z Deliver The Word)
8. „City, Country, City” (z The World Is A Ghetto)
9. „Smile Happy” (z Why Can't We Be Friends?)
10. „Deliver the Word” (wcześniej niepublikowana wersja)
11. „Nappy Head” (z All Day Music)
12. „Four Cornered Room” (z The World Is A Ghetto)

1977 Galaxy
1. „Galaxy”
2. „Baby Face (She Said Do Do Do Do)”
3. „Sweet Fighting Lady”
4. „The Seven Tin Soldiers”

1977 Soundrack do filmu Youngblood
1. „Youngblood (Livin' in the Streets)”
2. „Sing a Happy Song”
3. „Keep on Doin'”
4. „The Kingsmen Sign”
5. „Walking to War”
6. „This Funky Music Makes You Feel Good”
7. „Junk Yard”
8. „Superdude”
9. „Youngblood & Sybil”
10. „Flying Machine (The Chase)”
11. „Searching for Youngblood & Rommel”
12. „Youngblood (Livin' in the Streets)” – Reprise

1979 The Music Band, Vol. 1
1. „The Music Band”
2. „Corns & Callouses (Hey Dr. Shoals)”
3. „I'm the One Who Understands”
4. „Good, Good Feelin'”
5. „Millionaire”
6. „All Around the World”

1979 The Music Band, Vol. 2
1. „Don't Take It Away”
2. „I'll Be Around”
3. „I'll Take Care of You”
4. „Night People”
5. „The World Is a Ghetto”
6. „The Music Band 2 (We Are the Music Band)”

1982 Outlaw
1. „Cinco De Mayo”
2. „Outlaw”
3. „The Jungle”
4. „Just Because”
5. „Baby It's Cold Outside”
6. „I'm About Somebody”
7. „You Got the Power”
8. „Cinco De Mayo

1983 Life (Is So Strange)
1. „Life (Is So Strange)”
2. „Happiness”
3. „W.W. III (Medley)”
4. „Shake It Down”
5. „Summer Dreams”
6. „U-2 (Medley)”

1994 
1. „War”
2. „East L.A.”
3. „Wild Rodriguez”
4. „I'm the One (Who Understands)”
5. „Da Roof”
6. „The Smuggler”
7. „U B O.K.”
8. „Let Me Tell You”
9. „Smile for Me”
10. „What If”
11. „Angel”
12. „Homeless Hero”

Wszystkie płyty z wyjątkiem Outlaw, Life (Is So Strange) i  zostały nagrane przez zespół w składzie:
Harold Brown – perkusja
Papa Dee Allen (1931–1988) – konga, instrumenty perkusyjne
Bee Bee Dickerson – bas, śpiew
Howard Scott – gitara, śpiew
Lee Oskar – harmonijka
Charles Miller (1939-1980) – saksofony, flety
Lonnie Jordan – organy, fortepian
Na Eric Burdon Declares War, The Black-Man's Burdon i Love Is All Around dodatkowo
Eric Burdon – śpiew (te trzy płyty często dodawane są do dyskografii Erica Burdona)
natomiast na The Music Band, Vols. 1 & 2
Alice Tweed Smith – śpiew
Płyta Outlaw została nagrana przez zespół w składzie:
Harold Brown – perkusja
Papa Dee Allen – konga, instrumenty perkusyjne
Ron Hammon – perkusja, instrumenty perkusyjne, śpiew
Luther Rabb – bas, śpiew
Howard Scott – gitara, śpiew
Lee Oskar – harmonijka
Pat Rizzo – saksofony, flety
Lonnie Jordan – organy, fortepian
Płytę  sygnowali:
Howard Scott – gitara, śpiew
Lonnie Jordan – gitara basowa
Ronnie Hammon – perkusja, instrumenty perkusyjne, śpiew
Harold Brown – perkusja
Rae Valentine – programowanie (syn Harolda Browna)
Kerry Campbell – saksofon
Charles Green – saksofon
Tetsuya 'Tex' Nakamura – harmonijka
Sal Rodriquez – instrumenty perkusyjne, śpiew
oraz gościnnie Lee Oskar i José Feliciano